# Lena Adler
Lena Kristina Adler, född 24 oktober 1941 i Göteborg, död 19 maj 2023 i Kullavik, var en svensk gymnast. Hon tävlade för GT Vikingarna.
Adler tävlade i sex grenar för Sverige vid olympiska sommarspelen 1960 i Rom. Hon slutade på 62:a plats i allroundtävlingen och ingick i Sveriges lag som kom på 11:e plats. Laget bestod av Lena Adler, Ewa Rydell, Gerola Lindahl, Solveig Egman, Monica Elfvin och Ulla Lindström.
Hon var dotter till direktören Axel Adler och Kerstin "Titti" Larson, som senare gifte om sig med Anders Ek och Stephan Lundh. Farföräldrar var Axel Adler (Adlerbert) och Rut Adler, ogift Hallenborg.
Lena Adler är begravd på Onsala kyrkogård.